# Saison 1981/82 in der Nordischen Kombination

←1980/81 – 1981/82 – 1982/83→

Die Saison 1981/82 in der Nordischen Kombination ist eine Übersicht über die wichtigsten Wettbewerbe in der Wintersportsaison 1981/82. Als Höhepunkt fungierten die Nordischen Skiweltmeisterschaften 1982 in Oslo, bei denen erstmals ein Teamwettbewerb ausgetragen wurde. Darüber hinaus galten die traditionellen Skispiele in Schonach, Falun und Lahti als herausragende Wettbewerbe, bei denen sich die Weltelite versammelte. Das erste internationale Aufeinandertreffen war ursprünglich für den 19. und 20. Dezember in der Lenk im Simmental geplant gewesen, doch musste der Wettkampf aufgrund warmen und regnerischen Wetters abgesagt werden. Nach der Saison beendeten unter anderem Konrad Winkler und Karl Lustenberger ihre Karrieren.

## Ablauf
Die Nordische Kombination besteht aus einem Sprunglauf sowie einem Langlauf. In der Saison 1981/82 fand immer zunächst das Springen statt, welches in drei Durchgängen abgehalten wurde. Die jeweils zwei besten Sprünge eines Athleten flossen in die Kombinationswertung ein. Wie die Gesamtwertung eines Wettbewerbs ermittelt wurde, war nicht immer einheitlich. Die A-Klasse-Rennen fanden jedoch meist nach der Gundersen-Methode statt und beinhalteten nach dem Springen einen 15 Kilometer langen Langlauf. Bei einem Gundersen-Wettkampf starteten die Sportler gemäß der Reihenfolge nach dem Sprunglauf. Hierzu wurde anhand einer speziellen Punktetabelle umgerechnet, wie viele Sekunden aufgrund des Sprungergebnisses zwischen den Athleten am Start lagen. Der Vorteil hierbei war, dass der erste Kombinierer, der die Ziellinie überquerte, auch der Sieger war. Die über viele Jahre übliche herkömmliche Formel, bei der nach einer ausgelosten Reihenfolge der Start auf der Loipe erfolgt und jeder Athlet sein eigenes Rennen läuft, wurde selten angewandt.

## Wettbewerbsübersicht

### Internationale A-Klasse-Rennen
| Datum            | Austragungsort | Bemerkung            | Sieger                                                                      | Zweiter                                                    | Dritter                                                           | Beleg         |
| ---------------- | -------------- | -------------------- | --------------------------------------------------------------------------- | ---------------------------------------------------------- | ----------------------------------------------------------------- | ------------- |
| 08./09.01.1982 1 | Schonach       | Schwarzwaldpokal     | Uwe Dotzauer                                                                | Rauno Miettinen                                            | Konrad Winkler                                                    | [ 3 ]         |
| 13./14.01.1982 2 | Nesselwang     | Team K86 / 3 × 10 km | Deutsche Demokratische RepublikKonrad Winkler Andreas Langer Uwe Dotzauer   | NorwegenHallstein Bøgseth Espen Andersen Tom Sandberg      | SowjetunionAlexander Majorow Sergei Tscherwjakow Sergei Schorikow | [ 4 ] [ 5 ]   |
| 16./17.01.1982 3 | Reit im Winkl  |                      | Tom Sandberg                                                                | Espen Andersen                                             | Rauno Miettinen                                                   | [ 6 ]         |
| 19./20.02.1982   | Oslo           | Nordische Ski-WM     | Tom Sandberg                                                                | Konrad Winkler                                             | Uwe Dotzauer                                                      | [ 7 ]         |
| 24./25.02.1982   | Oslo           | Nordische Ski-WM     | Deutsche Demokratische RepublikUwe Dotzauer Gunter Schmieder Konrad Winkler | FinnlandJouko Karjalainen Rauno Miettinen Jorma Etelälahti | NorwegenHallstein Bøgseth Espen Andersen Tom Sandberg             |               |
| 05./06.03.1982 4 | Lahti          | Lahti Ski Games      | Rauno Miettinen                                                             | Jouko Karjalainen                                          | Espen Andersen                                                    | [ 8 ] [ 9 ]   |
| 11./12.03.1982 5 | Falun          | Svenska Skidspelen   | Hermann Weinbuch                                                            | Hubert Schwarz                                             | Hallstein Bøgseth                                                 | [ 10 ] [ 11 ] |

### Weitere internationale Wettbewerbe
| Datum            | Austragungsort | Bemerkung                          | Sieger                                                    | Zweiter                                                                   | Dritter                                                         | Beleg         |
| ---------------- | -------------- | ---------------------------------- | --------------------------------------------------------- | ------------------------------------------------------------------------- | --------------------------------------------------------------- | ------------- |
| 29./30.12.1981 1 | Oberwiesenthal |                                    | Uwe Dotzauer                                              | Gunter Schmieder                                                          | Andreas Langer                                                  | [ 12 ] [ 13 ] |
| 30./31.01.1982   | Zakopane       | Czech-Marusarzówna-Memorial        | Józef Pawlusiak                                           | Stanisław Kawulok                                                         |                                                                 | [ 14 ] [ 15 ] |
| 05./06.03.1982   | Oberhof        | Internationale Oberhofer Skispiele | Uwe Dotzauer Andreas Langer                               | –                                                                         | Gunter Schmieder                                                | [ 16 ]        |
| 06./07.03.1982   | Sapporo        |                                    | Hallstein Bøgseth                                         | Tom Sandberg                                                              | Peter Wucher                                                    | [ 17 ] [ 18 ] |
| 06./07.03.1982   | Murau          | Junioren-WM                        | Knut Leo Abrahamsen                                       | Andrei Simanow                                                            | Sergei Bondar                                                   | [ 19 ]        |
| 19./20.03.1982   | Štrbské Pleso  | Tatra-Pokal                        | Tschechoslowakei IVladimír Frák Miroslav Kopal Ján Klimko | Deutsche Demokratische RepublikPeter Opitz Bernd Blechschmidt Lothar Hopf | Tschechoslowakei IIMiroslav Kumpošt Ivo Peterka Rudolf Vojkůvka | [ 20 ]        |
| 21./22.03.1982   | Rovaniemi      |                                    | Uwe Dotzauer                                              | Rauno Miettinen                                                           | Espen Andersen                                                  | [ 21 ]        |

### Nationale Meisterschaften
| Datum          | Austragungsort | Bemerkung                           | Sieger            | Zweiter           | Dritter            | Beleg         |
| -------------- | -------------- | ----------------------------------- | ----------------- | ----------------- | ------------------ | ------------- |
| 23./24.01.1982 | Raufoss        | Norwegische Meisterschaften         | Tom Sandberg      | Espen Andersen    | Per Bjørn          | [ 22 ]        |
| 30./31.01.1982 |                | Finnische Meisterschaften           | Jouko Karjalainen |                   |                    | [ 23 ]        |
| 05./06.02.1982 | Oberwiesenthal | DDR-Meisterschaften                 | Konrad Winkler    | Uwe Dotzauer      | Gunter Schmieder   | [ 24 ]        |
| 06./07.02.1982 | Neustadt       | Deutsche Meisterschaften            | Hermann Weinbuch  | Hubert Schwarz    | Urban Hettich      | [ 25 ]        |
| 06./07.02.1982 | Štrbské Pleso  | Tschechoslowakische Meisterschaften | Ján Klimko        | Vladimír Frák     | Jaroslav Bukvic    | [ 26 ]        |
| 06./07.02.1982 | Langenbruck    | Schweizer Meisterschaften           | Ernst Beetschen   | Walter Hurschler  | Daniel Perret      | [ 27 ] [ 28 ] |
| 08./09.03.1982 | Zakopane       | Polnische Meisterschaften           | Stanisław Kawulok | Janusz Guńka      | Józef Pawlusiak    | [ 29 ]        |
| 1982           | Ōwani          | Japanische Meisterschaften          | Toshiaki Maruyama | Manabu Kashiwaya  | Keizō Masaki       | [ 30 ]        |
| 1982           | Laconia        | US-amerikanische Meisterschaften    | Pat Ahern         |                   |                    | [ 31 ] [ 32 ] |
| 1982           | Absam          | Österreichische Meisterschaften     | Alois Eberharter  | Richard Kirchler  | Richard Zabukovsek |               |
| 1982           | Italien        | Italienische Meisterschaften        | Gian-Paolo Mosele | Francesco Benetti | Paolo Aloisio      | [ 33 ]        |
| 1982           | Frankreich     | Französische Meisterschaften        | Éric Lazzaroni    |                   |                    |               |
| 1982           | Schweden       | Schwedische Meisterschaften         | Martin Rudberg    |                   |                    | [ 34 ]        |

## Kader

### BR Deutschland
In den Spitzenkader des deutschen Skiverbands wurden für die Saison 1981/82 zwei Athleten nominiert. Dahinter war der B-Kader mit vier Kombinierern breiter besetzt.
| Name             |
| ---------------- |
| Hubert Schwarz   |
| Hermann Weinbuch |

| Name            |
| --------------- |
| Urban Hettich   |
| Thomas Müller   |
| Martin Schartel |
| Peter Wucher    |

### Schweiz
Eine Erneuerung gab es in der Kadereinteilung beim Schweizer Skiverband. So wurde im Mai 1981 unter dem neuen Wettkampfchef Hans Schweingruber erstmals die Bildung von Nationalmannschaften beschlossen, um die Spitzenkader zu straffen. Allerdings trainierte Karl Lustenberger, der als einziger Kombinierer den Nationalkader-Status bekam, weiterhin gemeinsam mit den Athleten des A-Kaders.
| Name              |
| ----------------- |
| Karl Lustenberger |

| Name             |
| ---------------- |
| Ernst Beetschen  |
| Walter Hurschler |

| Name           |
| -------------- |
| Arnold Bühler  |
| Walter Hofmann |
| Daniel Perret  |
| Ferdi Streit   |

| Name           |
| -------------- |
| Urs Grieder    |
| Ernst Hischier |

### Norwegen
Der norwegische A-Kader Elitelaget bestand aus sieben Athleten. Darüber hinaus bestand ein Rekrutteringslaget als Reserve sowie ein Juniorenkader.
| Name                |
| ------------------- |
| Knut Leo Abrahamsen |
| Espen Andersen      |
| Per Bjørn           |
| Bjørn Bruvoll       |
| Hallstein Bøgseth   |
| Ivar Olsen          |
| Tom Sandberg        |

| Name              |
| ----------------- |
| Mikal Bjørna      |
| Stein-Ove Larsen  |
| Ketil Lillebø     |
| Trond Strypet     |
| Odd Roar Jacobsen |
| Torbjørn Løkken   |

| Name             |
| ---------------- |
| Geir Andersen    |
| Jan Erik Bjørn   |
| Geir Roar Moseng |
| John Riiber      |
| Arild Smedås     |

- Cheftrainer: Per Inge Ree
- Trainer: Arnfinn Kalfoss, Avle Christian Bjørn

### Tschechoslowakei
Es erhielten vier Athleten einen Platz im tschechoslowakischen Spitzenkader.
| Name             |
| ---------------- |
| Ján Klimko       |
| Miroslav Kumpošt |
| Ivo Peterka      |
| Vladimír Frák    |

- Cheftrainer: Petr Škvaridlo